# Eorhynchochelys
Eorhynchochelys es un género de saurópsido extinto en el Triásico Superior hace 230 millones de años y antepasado directo de las tortugas. Fue hallado en el sudeste de China en el 2018. Era una especie marina.
Eorhynchochelys es notable por tener un pico desdentado característico. Sin embargo, la región del tórax es notablemente diferente a la de Pappochelys y Odontochelys, las costillas eran anchas y planas, no tenía caparazón como las verdaderas tortugas. Su cráneo por lo general tiene una fosa temporal (configuración Euryapsida) igual a la de los sauropterigios o ictiosaurios, a diferencia de Eunotosaurus y Pappochelys que tenían dos fosas temporales (configuración Diapsida).
Este antepasado directo da una prueba de como pudo haber sucedido el proceso de pérdida de fosas temporales en las tortugas. Las razones por las cuales perdieron las fosas temporales no están todavía resueltas es posible que se daba al desarrollo de los escudos o caparazones. De todas maneras refuerza totalmente la hipótesis de que las tortugas son descendientes de diápsidos y no de anápsidos o pararreptiles. Eorhynchochelys es transicional entre Pappochelys y Odontochelys.

## Filogenia
Una posible filogenia es la siguiente:
|  | Trilophosauria† |
|  |                 |
|  | Rhynchosauria†  |
|  |                 |

|  | Crocodilia                                                                     |
|  |                                                                                |
|  | \| \| Pterosauria† \| \| \| \| \| \| Dinosauria (incluye las aves) \| \| \| \| |
|  |                                                                                |
|  | Pterosauria†                                                                   |
|  |                                                                                |
|  | Dinosauria (incluye las aves)                                                  |
|  |                                                                                |

|  | Pterosauria†                  |
|  |                               |
|  | Dinosauria (incluye las aves) |
|  |                               |

|  | Crocodilia                                                                     |
|  |                                                                                |
|  | \| \| Pterosauria† \| \| \| \| \| \| Dinosauria (incluye las aves) \| \| \| \| |
|  |                                                                                |
|  | Pterosauria†                                                                   |
|  |                                                                                |
|  | Dinosauria (incluye las aves)                                                  |
|  |                                                                                |

|  | Pterosauria†                  |
|  |                               |
|  | Dinosauria (incluye las aves) |
|  |                               |

|  | Trilophosauria† |
|  |                 |
|  | Rhynchosauria†  |
|  |                 |

|  | Crocodilia                                                                     |
|  |                                                                                |
|  | \| \| Pterosauria† \| \| \| \| \| \| Dinosauria (incluye las aves) \| \| \| \| |
|  |                                                                                |
|  | Pterosauria†                                                                   |
|  |                                                                                |
|  | Dinosauria (incluye las aves)                                                  |
|  |                                                                                |

|  | Pterosauria†                  |
|  |                               |
|  | Dinosauria (incluye las aves) |
|  |                               |

|  | Crocodilia                                                                     |
|  |                                                                                |
|  | \| \| Pterosauria† \| \| \| \| \| \| Dinosauria (incluye las aves) \| \| \| \| |
|  |                                                                                |
|  | Pterosauria†                                                                   |
|  |                                                                                |
|  | Dinosauria (incluye las aves)                                                  |
|  |                                                                                |

|  | Pterosauria†                  |
|  |                               |
|  | Dinosauria (incluye las aves) |
|  |                               |

|  | Trilophosauria† |
|  |                 |
|  | Rhynchosauria†  |
|  |                 |

|  | Crocodilia                                                                     |
|  |                                                                                |
|  | \| \| Pterosauria† \| \| \| \| \| \| Dinosauria (incluye las aves) \| \| \| \| |
|  |                                                                                |
|  | Pterosauria†                                                                   |
|  |                                                                                |
|  | Dinosauria (incluye las aves)                                                  |
|  |                                                                                |

|  | Pterosauria†                  |
|  |                               |
|  | Dinosauria (incluye las aves) |
|  |                               |

|  | Crocodilia                                                                     |
|  |                                                                                |
|  | \| \| Pterosauria† \| \| \| \| \| \| Dinosauria (incluye las aves) \| \| \| \| |
|  |                                                                                |
|  | Pterosauria†                                                                   |
|  |                                                                                |
|  | Dinosauria (incluye las aves)                                                  |
|  |                                                                                |

|  | Pterosauria†                  |
|  |                               |
|  | Dinosauria (incluye las aves) |
|  |                               |

|  | Trilophosauria† |
|  |                 |
|  | Rhynchosauria†  |
|  |                 |

|  | Crocodilia                                                                     |
|  |                                                                                |
|  | \| \| Pterosauria† \| \| \| \| \| \| Dinosauria (incluye las aves) \| \| \| \| |
|  |                                                                                |
|  | Pterosauria†                                                                   |
|  |                                                                                |
|  | Dinosauria (incluye las aves)                                                  |
|  |                                                                                |

|  | Pterosauria†                  |
|  |                               |
|  | Dinosauria (incluye las aves) |
|  |                               |

|  | Crocodilia                                                                     |
|  |                                                                                |
|  | \| \| Pterosauria† \| \| \| \| \| \| Dinosauria (incluye las aves) \| \| \| \| |
|  |                                                                                |
|  | Pterosauria†                                                                   |
|  |                                                                                |
|  | Dinosauria (incluye las aves)                                                  |
|  |                                                                                |

|  | Pterosauria†                  |
|  |                               |
|  | Dinosauria (incluye las aves) |
|  |                               |

|  | Eosauropterygia†                                                    |
|  |                                                                     |
|  | \| \| Sinosaurosphargis† \| \| \| \| \| \| Placodontia† \| \| \| \| |
|  |                                                                     |
|  | Sinosaurosphargis†                                                  |
|  |                                                                     |
|  | Placodontia†                                                        |
|  |                                                                     |

|  | Sinosaurosphargis† |
|  |                    |
|  | Placodontia†       |
|  |                    |

|  | Odontochelys†                                                                          |
|  |                                                                                        |
|  | \| \| Proganochelys† \| \| \| \| \| \| Testudines (solo tortugas actuales) \| \| \| \| |
|  |                                                                                        |
|  | Proganochelys†                                                                         |
|  |                                                                                        |
|  | Testudines (solo tortugas actuales)                                                    |
|  |                                                                                        |

|  | Proganochelys†                      |
|  |                                     |
|  | Testudines (solo tortugas actuales) |
|  |                                     |

|  | Odontochelys†                                                                          |
|  |                                                                                        |
|  | \| \| Proganochelys† \| \| \| \| \| \| Testudines (solo tortugas actuales) \| \| \| \| |
|  |                                                                                        |
|  | Proganochelys†                                                                         |
|  |                                                                                        |
|  | Testudines (solo tortugas actuales)                                                    |
|  |                                                                                        |

|  | Proganochelys†                      |
|  |                                     |
|  | Testudines (solo tortugas actuales) |
|  |                                     |

|  | Odontochelys†                                                                          |
|  |                                                                                        |
|  | \| \| Proganochelys† \| \| \| \| \| \| Testudines (solo tortugas actuales) \| \| \| \| |
|  |                                                                                        |
|  | Proganochelys†                                                                         |
|  |                                                                                        |
|  | Testudines (solo tortugas actuales)                                                    |
|  |                                                                                        |

|  | Proganochelys†                      |
|  |                                     |
|  | Testudines (solo tortugas actuales) |
|  |                                     |

|  | Odontochelys†                                                                          |
|  |                                                                                        |
|  | \| \| Proganochelys† \| \| \| \| \| \| Testudines (solo tortugas actuales) \| \| \| \| |
|  |                                                                                        |
|  | Proganochelys†                                                                         |
|  |                                                                                        |
|  | Testudines (solo tortugas actuales)                                                    |
|  |                                                                                        |

|  | Proganochelys†                      |
|  |                                     |
|  | Testudines (solo tortugas actuales) |
|  |                                     |

|  | Odontochelys†                                                                          |
|  |                                                                                        |
|  | \| \| Proganochelys† \| \| \| \| \| \| Testudines (solo tortugas actuales) \| \| \| \| |
|  |                                                                                        |
|  | Proganochelys†                                                                         |
|  |                                                                                        |
|  | Testudines (solo tortugas actuales)                                                    |
|  |                                                                                        |

|  | Proganochelys†                      |
|  |                                     |
|  | Testudines (solo tortugas actuales) |
|  |                                     |

|  | Odontochelys†                                                                          |
|  |                                                                                        |
|  | \| \| Proganochelys† \| \| \| \| \| \| Testudines (solo tortugas actuales) \| \| \| \| |
|  |                                                                                        |
|  | Proganochelys†                                                                         |
|  |                                                                                        |
|  | Testudines (solo tortugas actuales)                                                    |
|  |                                                                                        |

|  | Proganochelys†                      |
|  |                                     |
|  | Testudines (solo tortugas actuales) |
|  |                                     |

|  | Odontochelys†                                                                          |
|  |                                                                                        |
|  | \| \| Proganochelys† \| \| \| \| \| \| Testudines (solo tortugas actuales) \| \| \| \| |
|  |                                                                                        |
|  | Proganochelys†                                                                         |
|  |                                                                                        |
|  | Testudines (solo tortugas actuales)                                                    |
|  |                                                                                        |

|  | Proganochelys†                      |
|  |                                     |
|  | Testudines (solo tortugas actuales) |
|  |                                     |

|  | Odontochelys†                                                                          |
|  |                                                                                        |
|  | \| \| Proganochelys† \| \| \| \| \| \| Testudines (solo tortugas actuales) \| \| \| \| |
|  |                                                                                        |
|  | Proganochelys†                                                                         |
|  |                                                                                        |
|  | Testudines (solo tortugas actuales)                                                    |
|  |                                                                                        |

|  | Proganochelys†                      |
|  |                                     |
|  | Testudines (solo tortugas actuales) |
|  |                                     |

|  | Eosauropterygia†                                                    |
|  |                                                                     |
|  | \| \| Sinosaurosphargis† \| \| \| \| \| \| Placodontia† \| \| \| \| |
|  |                                                                     |
|  | Sinosaurosphargis†                                                  |
|  |                                                                     |
|  | Placodontia†                                                        |
|  |                                                                     |

|  | Sinosaurosphargis† |
|  |                    |
|  | Placodontia†       |
|  |                    |

|  | Odontochelys†                                                                          |
|  |                                                                                        |
|  | \| \| Proganochelys† \| \| \| \| \| \| Testudines (solo tortugas actuales) \| \| \| \| |
|  |                                                                                        |
|  | Proganochelys†                                                                         |
|  |                                                                                        |
|  | Testudines (solo tortugas actuales)                                                    |
|  |                                                                                        |

|  | Proganochelys†                      |
|  |                                     |
|  | Testudines (solo tortugas actuales) |
|  |                                     |

|  | Odontochelys†                                                                          |
|  |                                                                                        |
|  | \| \| Proganochelys† \| \| \| \| \| \| Testudines (solo tortugas actuales) \| \| \| \| |
|  |                                                                                        |
|  | Proganochelys†                                                                         |
|  |                                                                                        |
|  | Testudines (solo tortugas actuales)                                                    |
|  |                                                                                        |

|  | Proganochelys†                      |
|  |                                     |
|  | Testudines (solo tortugas actuales) |
|  |                                     |

|  | Odontochelys†                                                                          |
|  |                                                                                        |
|  | \| \| Proganochelys† \| \| \| \| \| \| Testudines (solo tortugas actuales) \| \| \| \| |
|  |                                                                                        |
|  | Proganochelys†                                                                         |
|  |                                                                                        |
|  | Testudines (solo tortugas actuales)                                                    |
|  |                                                                                        |

|  | Proganochelys†                      |
|  |                                     |
|  | Testudines (solo tortugas actuales) |
|  |                                     |

|  | Odontochelys†                                                                          |
|  |                                                                                        |
|  | \| \| Proganochelys† \| \| \| \| \| \| Testudines (solo tortugas actuales) \| \| \| \| |
|  |                                                                                        |
|  | Proganochelys†                                                                         |
|  |                                                                                        |
|  | Testudines (solo tortugas actuales)                                                    |
|  |                                                                                        |

|  | Proganochelys†                      |
|  |                                     |
|  | Testudines (solo tortugas actuales) |
|  |                                     |

|  | Odontochelys†                                                                          |
|  |                                                                                        |
|  | \| \| Proganochelys† \| \| \| \| \| \| Testudines (solo tortugas actuales) \| \| \| \| |
|  |                                                                                        |
|  | Proganochelys†                                                                         |
|  |                                                                                        |
|  | Testudines (solo tortugas actuales)                                                    |
|  |                                                                                        |

|  | Proganochelys†                      |
|  |                                     |
|  | Testudines (solo tortugas actuales) |
|  |                                     |

|  | Odontochelys†                                                                          |
|  |                                                                                        |
|  | \| \| Proganochelys† \| \| \| \| \| \| Testudines (solo tortugas actuales) \| \| \| \| |
|  |                                                                                        |
|  | Proganochelys†                                                                         |
|  |                                                                                        |
|  | Testudines (solo tortugas actuales)                                                    |
|  |                                                                                        |

|  | Proganochelys†                      |
|  |                                     |
|  | Testudines (solo tortugas actuales) |
|  |                                     |

|  | Odontochelys†                                                                          |
|  |                                                                                        |
|  | \| \| Proganochelys† \| \| \| \| \| \| Testudines (solo tortugas actuales) \| \| \| \| |
|  |                                                                                        |
|  | Proganochelys†                                                                         |
|  |                                                                                        |
|  | Testudines (solo tortugas actuales)                                                    |
|  |                                                                                        |

|  | Proganochelys†                      |
|  |                                     |
|  | Testudines (solo tortugas actuales) |
|  |                                     |

|  | Odontochelys†                                                                          |
|  |                                                                                        |
|  | \| \| Proganochelys† \| \| \| \| \| \| Testudines (solo tortugas actuales) \| \| \| \| |
|  |                                                                                        |
|  | Proganochelys†                                                                         |
|  |                                                                                        |
|  | Testudines (solo tortugas actuales)                                                    |
|  |                                                                                        |

|  | Proganochelys†                      |
|  |                                     |
|  | Testudines (solo tortugas actuales) |
|  |                                     |

|  | Trilophosauria† |
|  |                 |
|  | Rhynchosauria†  |
|  |                 |

|  | Crocodilia                                                                     |
|  |                                                                                |
|  | \| \| Pterosauria† \| \| \| \| \| \| Dinosauria (incluye las aves) \| \| \| \| |
|  |                                                                                |
|  | Pterosauria†                                                                   |
|  |                                                                                |
|  | Dinosauria (incluye las aves)                                                  |
|  |                                                                                |

|  | Pterosauria†                  |
|  |                               |
|  | Dinosauria (incluye las aves) |
|  |                               |

|  | Crocodilia                                                                     |
|  |                                                                                |
|  | \| \| Pterosauria† \| \| \| \| \| \| Dinosauria (incluye las aves) \| \| \| \| |
|  |                                                                                |
|  | Pterosauria†                                                                   |
|  |                                                                                |
|  | Dinosauria (incluye las aves)                                                  |
|  |                                                                                |

|  | Pterosauria†                  |
|  |                               |
|  | Dinosauria (incluye las aves) |
|  |                               |

|  | Trilophosauria† |
|  |                 |
|  | Rhynchosauria†  |
|  |                 |

|  | Crocodilia                                                                     |
|  |                                                                                |
|  | \| \| Pterosauria† \| \| \| \| \| \| Dinosauria (incluye las aves) \| \| \| \| |
|  |                                                                                |
|  | Pterosauria†                                                                   |
|  |                                                                                |
|  | Dinosauria (incluye las aves)                                                  |
|  |                                                                                |

|  | Pterosauria†                  |
|  |                               |
|  | Dinosauria (incluye las aves) |
|  |                               |

|  | Crocodilia                                                                     |
|  |                                                                                |
|  | \| \| Pterosauria† \| \| \| \| \| \| Dinosauria (incluye las aves) \| \| \| \| |
|  |                                                                                |
|  | Pterosauria†                                                                   |
|  |                                                                                |
|  | Dinosauria (incluye las aves)                                                  |
|  |                                                                                |

|  | Pterosauria†                  |
|  |                               |
|  | Dinosauria (incluye las aves) |
|  |                               |

|  | Trilophosauria† |
|  |                 |
|  | Rhynchosauria†  |
|  |                 |

|  | Crocodilia                                                                     |
|  |                                                                                |
|  | \| \| Pterosauria† \| \| \| \| \| \| Dinosauria (incluye las aves) \| \| \| \| |
|  |                                                                                |
|  | Pterosauria†                                                                   |
|  |                                                                                |
|  | Dinosauria (incluye las aves)                                                  |
|  |                                                                                |

|  | Pterosauria†                  |
|  |                               |
|  | Dinosauria (incluye las aves) |
|  |                               |

|  | Crocodilia                                                                     |
|  |                                                                                |
|  | \| \| Pterosauria† \| \| \| \| \| \| Dinosauria (incluye las aves) \| \| \| \| |
|  |                                                                                |
|  | Pterosauria†                                                                   |
|  |                                                                                |
|  | Dinosauria (incluye las aves)                                                  |
|  |                                                                                |

|  | Pterosauria†                  |
|  |                               |
|  | Dinosauria (incluye las aves) |
|  |                               |

|  | Trilophosauria† |
|  |                 |
|  | Rhynchosauria†  |
|  |                 |

|  | Crocodilia                                                                     |
|  |                                                                                |
|  | \| \| Pterosauria† \| \| \| \| \| \| Dinosauria (incluye las aves) \| \| \| \| |
|  |                                                                                |
|  | Pterosauria†                                                                   |
|  |                                                                                |
|  | Dinosauria (incluye las aves)                                                  |
|  |                                                                                |

|  | Pterosauria†                  |
|  |                               |
|  | Dinosauria (incluye las aves) |
|  |                               |

|  | Crocodilia                                                                     |
|  |                                                                                |
|  | \| \| Pterosauria† \| \| \| \| \| \| Dinosauria (incluye las aves) \| \| \| \| |
|  |                                                                                |
|  | Pterosauria†                                                                   |
|  |                                                                                |
|  | Dinosauria (incluye las aves)                                                  |
|  |                                                                                |

|  | Pterosauria†                  |
|  |                               |
|  | Dinosauria (incluye las aves) |
|  |                               |

|  | Eosauropterygia†                                                    |
|  |                                                                     |
|  | \| \| Sinosaurosphargis† \| \| \| \| \| \| Placodontia† \| \| \| \| |
|  |                                                                     |
|  | Sinosaurosphargis†                                                  |
|  |                                                                     |
|  | Placodontia†                                                        |
|  |                                                                     |

|  | Sinosaurosphargis† |
|  |                    |
|  | Placodontia†       |
|  |                    |

|  | Odontochelys†                                                                          |
|  |                                                                                        |
|  | \| \| Proganochelys† \| \| \| \| \| \| Testudines (solo tortugas actuales) \| \| \| \| |
|  |                                                                                        |
|  | Proganochelys†                                                                         |
|  |                                                                                        |
|  | Testudines (solo tortugas actuales)                                                    |
|  |                                                                                        |

|  | Proganochelys†                      |
|  |                                     |
|  | Testudines (solo tortugas actuales) |
|  |                                     |

|  | Odontochelys†                                                                          |
|  |                                                                                        |
|  | \| \| Proganochelys† \| \| \| \| \| \| Testudines (solo tortugas actuales) \| \| \| \| |
|  |                                                                                        |
|  | Proganochelys†                                                                         |
|  |                                                                                        |
|  | Testudines (solo tortugas actuales)                                                    |
|  |                                                                                        |

|  | Proganochelys†                      |
|  |                                     |
|  | Testudines (solo tortugas actuales) |
|  |                                     |

|  | Odontochelys†                                                                          |
|  |                                                                                        |
|  | \| \| Proganochelys† \| \| \| \| \| \| Testudines (solo tortugas actuales) \| \| \| \| |
|  |                                                                                        |
|  | Proganochelys†                                                                         |
|  |                                                                                        |
|  | Testudines (solo tortugas actuales)                                                    |
|  |                                                                                        |

|  | Proganochelys†                      |
|  |                                     |
|  | Testudines (solo tortugas actuales) |
|  |                                     |

|  | Odontochelys†                                                                          |
|  |                                                                                        |
|  | \| \| Proganochelys† \| \| \| \| \| \| Testudines (solo tortugas actuales) \| \| \| \| |
|  |                                                                                        |
|  | Proganochelys†                                                                         |
|  |                                                                                        |
|  | Testudines (solo tortugas actuales)                                                    |
|  |                                                                                        |

|  | Proganochelys†                      |
|  |                                     |
|  | Testudines (solo tortugas actuales) |
|  |                                     |

|  | Odontochelys†                                                                          |
|  |                                                                                        |
|  | \| \| Proganochelys† \| \| \| \| \| \| Testudines (solo tortugas actuales) \| \| \| \| |
|  |                                                                                        |
|  | Proganochelys†                                                                         |
|  |                                                                                        |
|  | Testudines (solo tortugas actuales)                                                    |
|  |                                                                                        |

|  | Proganochelys†                      |
|  |                                     |
|  | Testudines (solo tortugas actuales) |
|  |                                     |

|  | Odontochelys†                                                                          |
|  |                                                                                        |
|  | \| \| Proganochelys† \| \| \| \| \| \| Testudines (solo tortugas actuales) \| \| \| \| |
|  |                                                                                        |
|  | Proganochelys†                                                                         |
|  |                                                                                        |
|  | Testudines (solo tortugas actuales)                                                    |
|  |                                                                                        |

|  | Proganochelys†                      |
|  |                                     |
|  | Testudines (solo tortugas actuales) |
|  |                                     |

|  | Odontochelys†                                                                          |
|  |                                                                                        |
|  | \| \| Proganochelys† \| \| \| \| \| \| Testudines (solo tortugas actuales) \| \| \| \| |
|  |                                                                                        |
|  | Proganochelys†                                                                         |
|  |                                                                                        |
|  | Testudines (solo tortugas actuales)                                                    |
|  |                                                                                        |

|  | Proganochelys†                      |
|  |                                     |
|  | Testudines (solo tortugas actuales) |
|  |                                     |

|  | Odontochelys†                                                                          |
|  |                                                                                        |
|  | \| \| Proganochelys† \| \| \| \| \| \| Testudines (solo tortugas actuales) \| \| \| \| |
|  |                                                                                        |
|  | Proganochelys†                                                                         |
|  |                                                                                        |
|  | Testudines (solo tortugas actuales)                                                    |
|  |                                                                                        |

|  | Proganochelys†                      |
|  |                                     |
|  | Testudines (solo tortugas actuales) |
|  |                                     |

|  | Eosauropterygia†                                                    |
|  |                                                                     |
|  | \| \| Sinosaurosphargis† \| \| \| \| \| \| Placodontia† \| \| \| \| |
|  |                                                                     |
|  | Sinosaurosphargis†                                                  |
|  |                                                                     |
|  | Placodontia†                                                        |
|  |                                                                     |

|  | Sinosaurosphargis† |
|  |                    |
|  | Placodontia†       |
|  |                    |

|  | Odontochelys†                                                                          |
|  |                                                                                        |
|  | \| \| Proganochelys† \| \| \| \| \| \| Testudines (solo tortugas actuales) \| \| \| \| |
|  |                                                                                        |
|  | Proganochelys†                                                                         |
|  |                                                                                        |
|  | Testudines (solo tortugas actuales)                                                    |
|  |                                                                                        |

|  | Proganochelys†                      |
|  |                                     |
|  | Testudines (solo tortugas actuales) |
|  |                                     |

|  | Odontochelys†                                                                          |
|  |                                                                                        |
|  | \| \| Proganochelys† \| \| \| \| \| \| Testudines (solo tortugas actuales) \| \| \| \| |
|  |                                                                                        |
|  | Proganochelys†                                                                         |
|  |                                                                                        |
|  | Testudines (solo tortugas actuales)                                                    |
|  |                                                                                        |

|  | Proganochelys†                      |
|  |                                     |
|  | Testudines (solo tortugas actuales) |
|  |                                     |

|  | Odontochelys†                                                                          |
|  |                                                                                        |
|  | \| \| Proganochelys† \| \| \| \| \| \| Testudines (solo tortugas actuales) \| \| \| \| |
|  |                                                                                        |
|  | Proganochelys†                                                                         |
|  |                                                                                        |
|  | Testudines (solo tortugas actuales)                                                    |
|  |                                                                                        |

|  | Proganochelys†                      |
|  |                                     |
|  | Testudines (solo tortugas actuales) |
|  |                                     |

|  | Odontochelys†                                                                          |
|  |                                                                                        |
|  | \| \| Proganochelys† \| \| \| \| \| \| Testudines (solo tortugas actuales) \| \| \| \| |
|  |                                                                                        |
|  | Proganochelys†                                                                         |
|  |                                                                                        |
|  | Testudines (solo tortugas actuales)                                                    |
|  |                                                                                        |

|  | Proganochelys†                      |
|  |                                     |
|  | Testudines (solo tortugas actuales) |
|  |                                     |

|  | Odontochelys†                                                                          |
|  |                                                                                        |
|  | \| \| Proganochelys† \| \| \| \| \| \| Testudines (solo tortugas actuales) \| \| \| \| |
|  |                                                                                        |
|  | Proganochelys†                                                                         |
|  |                                                                                        |
|  | Testudines (solo tortugas actuales)                                                    |
|  |                                                                                        |

|  | Proganochelys†                      |
|  |                                     |
|  | Testudines (solo tortugas actuales) |
|  |                                     |

|  | Odontochelys†                                                                          |
|  |                                                                                        |
|  | \| \| Proganochelys† \| \| \| \| \| \| Testudines (solo tortugas actuales) \| \| \| \| |
|  |                                                                                        |
|  | Proganochelys†                                                                         |
|  |                                                                                        |
|  | Testudines (solo tortugas actuales)                                                    |
|  |                                                                                        |

|  | Proganochelys†                      |
|  |                                     |
|  | Testudines (solo tortugas actuales) |
|  |                                     |

|  | Odontochelys†                                                                          |
|  |                                                                                        |
|  | \| \| Proganochelys† \| \| \| \| \| \| Testudines (solo tortugas actuales) \| \| \| \| |
|  |                                                                                        |
|  | Proganochelys†                                                                         |
|  |                                                                                        |
|  | Testudines (solo tortugas actuales)                                                    |
|  |                                                                                        |

|  | Proganochelys†                      |
|  |                                     |
|  | Testudines (solo tortugas actuales) |
|  |                                     |

|  | Odontochelys†                                                                          |
|  |                                                                                        |
|  | \| \| Proganochelys† \| \| \| \| \| \| Testudines (solo tortugas actuales) \| \| \| \| |
|  |                                                                                        |
|  | Proganochelys†                                                                         |
|  |                                                                                        |
|  | Testudines (solo tortugas actuales)                                                    |
|  |                                                                                        |

|  | Proganochelys†                      |
|  |                                     |
|  | Testudines (solo tortugas actuales) |
|  |                                     |

|  | Trilophosauria† |
|  |                 |
|  | Rhynchosauria†  |
|  |                 |

|  | Crocodilia                                                                     |
|  |                                                                                |
|  | \| \| Pterosauria† \| \| \| \| \| \| Dinosauria (incluye las aves) \| \| \| \| |
|  |                                                                                |
|  | Pterosauria†                                                                   |
|  |                                                                                |
|  | Dinosauria (incluye las aves)                                                  |
|  |                                                                                |

|  | Pterosauria†                  |
|  |                               |
|  | Dinosauria (incluye las aves) |
|  |                               |

|  | Crocodilia                                                                     |
|  |                                                                                |
|  | \| \| Pterosauria† \| \| \| \| \| \| Dinosauria (incluye las aves) \| \| \| \| |
|  |                                                                                |
|  | Pterosauria†                                                                   |
|  |                                                                                |
|  | Dinosauria (incluye las aves)                                                  |
|  |                                                                                |

|  | Pterosauria†                  |
|  |                               |
|  | Dinosauria (incluye las aves) |
|  |                               |

|  | Trilophosauria† |
|  |                 |
|  | Rhynchosauria†  |
|  |                 |

|  | Crocodilia                                                                     |
|  |                                                                                |
|  | \| \| Pterosauria† \| \| \| \| \| \| Dinosauria (incluye las aves) \| \| \| \| |
|  |                                                                                |
|  | Pterosauria†                                                                   |
|  |                                                                                |
|  | Dinosauria (incluye las aves)                                                  |
|  |                                                                                |

|  | Pterosauria†                  |
|  |                               |
|  | Dinosauria (incluye las aves) |
|  |                               |

|  | Crocodilia                                                                     |
|  |                                                                                |
|  | \| \| Pterosauria† \| \| \| \| \| \| Dinosauria (incluye las aves) \| \| \| \| |
|  |                                                                                |
|  | Pterosauria†                                                                   |
|  |                                                                                |
|  | Dinosauria (incluye las aves)                                                  |
|  |                                                                                |

|  | Pterosauria†                  |
|  |                               |
|  | Dinosauria (incluye las aves) |
|  |                               |

|  | Trilophosauria† |
|  |                 |
|  | Rhynchosauria†  |
|  |                 |

|  | Crocodilia                                                                     |
|  |                                                                                |
|  | \| \| Pterosauria† \| \| \| \| \| \| Dinosauria (incluye las aves) \| \| \| \| |
|  |                                                                                |
|  | Pterosauria†                                                                   |
|  |                                                                                |
|  | Dinosauria (incluye las aves)                                                  |
|  |                                                                                |

|  | Pterosauria†                  |
|  |                               |
|  | Dinosauria (incluye las aves) |
|  |                               |

|  | Crocodilia                                                                     |
|  |                                                                                |
|  | \| \| Pterosauria† \| \| \| \| \| \| Dinosauria (incluye las aves) \| \| \| \| |
|  |                                                                                |
|  | Pterosauria†                                                                   |
|  |                                                                                |
|  | Dinosauria (incluye las aves)                                                  |
|  |                                                                                |

|  | Pterosauria†                  |
|  |                               |
|  | Dinosauria (incluye las aves) |
|  |                               |

|  | Trilophosauria† |
|  |                 |
|  | Rhynchosauria†  |
|  |                 |

|  | Crocodilia                                                                     |
|  |                                                                                |
|  | \| \| Pterosauria† \| \| \| \| \| \| Dinosauria (incluye las aves) \| \| \| \| |
|  |                                                                                |
|  | Pterosauria†                                                                   |
|  |                                                                                |
|  | Dinosauria (incluye las aves)                                                  |
|  |                                                                                |

|  | Pterosauria†                  |
|  |                               |
|  | Dinosauria (incluye las aves) |
|  |                               |

|  | Crocodilia                                                                     |
|  |                                                                                |
|  | \| \| Pterosauria† \| \| \| \| \| \| Dinosauria (incluye las aves) \| \| \| \| |
|  |                                                                                |
|  | Pterosauria†                                                                   |
|  |                                                                                |
|  | Dinosauria (incluye las aves)                                                  |
|  |                                                                                |

|  | Pterosauria†                  |
|  |                               |
|  | Dinosauria (incluye las aves) |
|  |                               |

|  | Eosauropterygia†                                                    |
|  |                                                                     |
|  | \| \| Sinosaurosphargis† \| \| \| \| \| \| Placodontia† \| \| \| \| |
|  |                                                                     |
|  | Sinosaurosphargis†                                                  |
|  |                                                                     |
|  | Placodontia†                                                        |
|  |                                                                     |

|  | Sinosaurosphargis† |
|  |                    |
|  | Placodontia†       |
|  |                    |

|  | Odontochelys†                                                                          |
|  |                                                                                        |
|  | \| \| Proganochelys† \| \| \| \| \| \| Testudines (solo tortugas actuales) \| \| \| \| |
|  |                                                                                        |
|  | Proganochelys†                                                                         |
|  |                                                                                        |
|  | Testudines (solo tortugas actuales)                                                    |
|  |                                                                                        |

|  | Proganochelys†                      |
|  |                                     |
|  | Testudines (solo tortugas actuales) |
|  |                                     |

|  | Odontochelys†                                                                          |
|  |                                                                                        |
|  | \| \| Proganochelys† \| \| \| \| \| \| Testudines (solo tortugas actuales) \| \| \| \| |
|  |                                                                                        |
|  | Proganochelys†                                                                         |
|  |                                                                                        |
|  | Testudines (solo tortugas actuales)                                                    |
|  |                                                                                        |

|  | Proganochelys†                      |
|  |                                     |
|  | Testudines (solo tortugas actuales) |
|  |                                     |

|  | Odontochelys†                                                                          |
|  |                                                                                        |
|  | \| \| Proganochelys† \| \| \| \| \| \| Testudines (solo tortugas actuales) \| \| \| \| |
|  |                                                                                        |
|  | Proganochelys†                                                                         |
|  |                                                                                        |
|  | Testudines (solo tortugas actuales)                                                    |
|  |                                                                                        |

|  | Proganochelys†                      |
|  |                                     |
|  | Testudines (solo tortugas actuales) |
|  |                                     |

|  | Odontochelys†                                                                          |
|  |                                                                                        |
|  | \| \| Proganochelys† \| \| \| \| \| \| Testudines (solo tortugas actuales) \| \| \| \| |
|  |                                                                                        |
|  | Proganochelys†                                                                         |
|  |                                                                                        |
|  | Testudines (solo tortugas actuales)                                                    |
|  |                                                                                        |

|  | Proganochelys†                      |
|  |                                     |
|  | Testudines (solo tortugas actuales) |
|  |                                     |

|  | Odontochelys†                                                                          |
|  |                                                                                        |
|  | \| \| Proganochelys† \| \| \| \| \| \| Testudines (solo tortugas actuales) \| \| \| \| |
|  |                                                                                        |
|  | Proganochelys†                                                                         |
|  |                                                                                        |
|  | Testudines (solo tortugas actuales)                                                    |
|  |                                                                                        |

|  | Proganochelys†                      |
|  |                                     |
|  | Testudines (solo tortugas actuales) |
|  |                                     |

|  | Odontochelys†                                                                          |
|  |                                                                                        |
|  | \| \| Proganochelys† \| \| \| \| \| \| Testudines (solo tortugas actuales) \| \| \| \| |
|  |                                                                                        |
|  | Proganochelys†                                                                         |
|  |                                                                                        |
|  | Testudines (solo tortugas actuales)                                                    |
|  |                                                                                        |

|  | Proganochelys†                      |
|  |                                     |
|  | Testudines (solo tortugas actuales) |
|  |                                     |

|  | Odontochelys†                                                                          |
|  |                                                                                        |
|  | \| \| Proganochelys† \| \| \| \| \| \| Testudines (solo tortugas actuales) \| \| \| \| |
|  |                                                                                        |
|  | Proganochelys†                                                                         |
|  |                                                                                        |
|  | Testudines (solo tortugas actuales)                                                    |
|  |                                                                                        |

|  | Proganochelys†                      |
|  |                                     |
|  | Testudines (solo tortugas actuales) |
|  |                                     |

|  | Odontochelys†                                                                          |
|  |                                                                                        |
|  | \| \| Proganochelys† \| \| \| \| \| \| Testudines (solo tortugas actuales) \| \| \| \| |
|  |                                                                                        |
|  | Proganochelys†                                                                         |
|  |                                                                                        |
|  | Testudines (solo tortugas actuales)                                                    |
|  |                                                                                        |

|  | Proganochelys†                      |
|  |                                     |
|  | Testudines (solo tortugas actuales) |
|  |                                     |

|  | Eosauropterygia†                                                    |
|  |                                                                     |
|  | \| \| Sinosaurosphargis† \| \| \| \| \| \| Placodontia† \| \| \| \| |
|  |                                                                     |
|  | Sinosaurosphargis†                                                  |
|  |                                                                     |
|  | Placodontia†                                                        |
|  |                                                                     |

|  | Sinosaurosphargis† |
|  |                    |
|  | Placodontia†       |
|  |                    |

|  | Odontochelys†                                                                          |
|  |                                                                                        |
|  | \| \| Proganochelys† \| \| \| \| \| \| Testudines (solo tortugas actuales) \| \| \| \| |
|  |                                                                                        |
|  | Proganochelys†                                                                         |
|  |                                                                                        |
|  | Testudines (solo tortugas actuales)                                                    |
|  |                                                                                        |

|  | Proganochelys†                      |
|  |                                     |
|  | Testudines (solo tortugas actuales) |
|  |                                     |

|  | Odontochelys†                                                                          |
|  |                                                                                        |
|  | \| \| Proganochelys† \| \| \| \| \| \| Testudines (solo tortugas actuales) \| \| \| \| |
|  |                                                                                        |
|  | Proganochelys†                                                                         |
|  |                                                                                        |
|  | Testudines (solo tortugas actuales)                                                    |
|  |                                                                                        |

|  | Proganochelys†                      |
|  |                                     |
|  | Testudines (solo tortugas actuales) |
|  |                                     |

|  | Odontochelys†                                                                          |
|  |                                                                                        |
|  | \| \| Proganochelys† \| \| \| \| \| \| Testudines (solo tortugas actuales) \| \| \| \| |
|  |                                                                                        |
|  | Proganochelys†                                                                         |
|  |                                                                                        |
|  | Testudines (solo tortugas actuales)                                                    |
|  |                                                                                        |

|  | Proganochelys†                      |
|  |                                     |
|  | Testudines (solo tortugas actuales) |
|  |                                     |

|  | Odontochelys†                                                                          |
|  |                                                                                        |
|  | \| \| Proganochelys† \| \| \| \| \| \| Testudines (solo tortugas actuales) \| \| \| \| |
|  |                                                                                        |
|  | Proganochelys†                                                                         |
|  |                                                                                        |
|  | Testudines (solo tortugas actuales)                                                    |
|  |                                                                                        |

|  | Proganochelys†                      |
|  |                                     |
|  | Testudines (solo tortugas actuales) |
|  |                                     |

|  | Odontochelys†                                                                          |
|  |                                                                                        |
|  | \| \| Proganochelys† \| \| \| \| \| \| Testudines (solo tortugas actuales) \| \| \| \| |
|  |                                                                                        |
|  | Proganochelys†                                                                         |
|  |                                                                                        |
|  | Testudines (solo tortugas actuales)                                                    |
|  |                                                                                        |

|  | Proganochelys†                      |
|  |                                     |
|  | Testudines (solo tortugas actuales) |
|  |                                     |

|  | Odontochelys†                                                                          |
|  |                                                                                        |
|  | \| \| Proganochelys† \| \| \| \| \| \| Testudines (solo tortugas actuales) \| \| \| \| |
|  |                                                                                        |
|  | Proganochelys†                                                                         |
|  |                                                                                        |
|  | Testudines (solo tortugas actuales)                                                    |
|  |                                                                                        |

|  | Proganochelys†                      |
|  |                                     |
|  | Testudines (solo tortugas actuales) |
|  |                                     |

|  | Odontochelys†                                                                          |
|  |                                                                                        |
|  | \| \| Proganochelys† \| \| \| \| \| \| Testudines (solo tortugas actuales) \| \| \| \| |
|  |                                                                                        |
|  | Proganochelys†                                                                         |
|  |                                                                                        |
|  | Testudines (solo tortugas actuales)                                                    |
|  |                                                                                        |

|  | Proganochelys†                      |
|  |                                     |
|  | Testudines (solo tortugas actuales) |
|  |                                     |

|  | Odontochelys†                                                                          |
|  |                                                                                        |
|  | \| \| Proganochelys† \| \| \| \| \| \| Testudines (solo tortugas actuales) \| \| \| \| |
|  |                                                                                        |
|  | Proganochelys†                                                                         |
|  |                                                                                        |
|  | Testudines (solo tortugas actuales)                                                    |
|  |                                                                                        |

|  | Proganochelys†                      |
|  |                                     |
|  | Testudines (solo tortugas actuales) |
|  |                                     |

|  | Trilophosauria† |
|  |                 |
|  | Rhynchosauria†  |
|  |                 |

|  | Crocodilia                                                                     |
|  |                                                                                |
|  | \| \| Pterosauria† \| \| \| \| \| \| Dinosauria (incluye las aves) \| \| \| \| |
|  |                                                                                |
|  | Pterosauria†                                                                   |
|  |                                                                                |
|  | Dinosauria (incluye las aves)                                                  |
|  |                                                                                |

|  | Pterosauria†                  |
|  |                               |
|  | Dinosauria (incluye las aves) |
|  |                               |

|  | Crocodilia                                                                     |
|  |                                                                                |
|  | \| \| Pterosauria† \| \| \| \| \| \| Dinosauria (incluye las aves) \| \| \| \| |
|  |                                                                                |
|  | Pterosauria†                                                                   |
|  |                                                                                |
|  | Dinosauria (incluye las aves)                                                  |
|  |                                                                                |

|  | Pterosauria†                  |
|  |                               |
|  | Dinosauria (incluye las aves) |
|  |                               |

|  | Trilophosauria† |
|  |                 |
|  | Rhynchosauria†  |
|  |                 |

|  | Crocodilia                                                                     |
|  |                                                                                |
|  | \| \| Pterosauria† \| \| \| \| \| \| Dinosauria (incluye las aves) \| \| \| \| |
|  |                                                                                |
|  | Pterosauria†                                                                   |
|  |                                                                                |
|  | Dinosauria (incluye las aves)                                                  |
|  |                                                                                |

|  | Pterosauria†                  |
|  |                               |
|  | Dinosauria (incluye las aves) |
|  |                               |

|  | Crocodilia                                                                     |
|  |                                                                                |
|  | \| \| Pterosauria† \| \| \| \| \| \| Dinosauria (incluye las aves) \| \| \| \| |
|  |                                                                                |
|  | Pterosauria†                                                                   |
|  |                                                                                |
|  | Dinosauria (incluye las aves)                                                  |
|  |                                                                                |

|  | Pterosauria†                  |
|  |                               |
|  | Dinosauria (incluye las aves) |
|  |                               |

|  | Trilophosauria† |
|  |                 |
|  | Rhynchosauria†  |
|  |                 |

|  | Crocodilia                                                                     |
|  |                                                                                |
|  | \| \| Pterosauria† \| \| \| \| \| \| Dinosauria (incluye las aves) \| \| \| \| |
|  |                                                                                |
|  | Pterosauria†                                                                   |
|  |                                                                                |
|  | Dinosauria (incluye las aves)                                                  |
|  |                                                                                |

|  | Pterosauria†                  |
|  |                               |
|  | Dinosauria (incluye las aves) |
|  |                               |

|  | Crocodilia                                                                     |
|  |                                                                                |
|  | \| \| Pterosauria† \| \| \| \| \| \| Dinosauria (incluye las aves) \| \| \| \| |
|  |                                                                                |
|  | Pterosauria†                                                                   |
|  |                                                                                |
|  | Dinosauria (incluye las aves)                                                  |
|  |                                                                                |

|  | Pterosauria†                  |
|  |                               |
|  | Dinosauria (incluye las aves) |
|  |                               |

|  | Trilophosauria† |
|  |                 |
|  | Rhynchosauria†  |
|  |                 |

|  | Crocodilia                                                                     |
|  |                                                                                |
|  | \| \| Pterosauria† \| \| \| \| \| \| Dinosauria (incluye las aves) \| \| \| \| |
|  |                                                                                |
|  | Pterosauria†                                                                   |
|  |                                                                                |
|  | Dinosauria (incluye las aves)                                                  |
|  |                                                                                |

|  | Pterosauria†                  |
|  |                               |
|  | Dinosauria (incluye las aves) |
|  |                               |

|  | Crocodilia                                                                     |
|  |                                                                                |
|  | \| \| Pterosauria† \| \| \| \| \| \| Dinosauria (incluye las aves) \| \| \| \| |
|  |                                                                                |
|  | Pterosauria†                                                                   |
|  |                                                                                |
|  | Dinosauria (incluye las aves)                                                  |
|  |                                                                                |

|  | Pterosauria†                  |
|  |                               |
|  | Dinosauria (incluye las aves) |
|  |                               |

|  | Eosauropterygia†                                                    |
|  |                                                                     |
|  | \| \| Sinosaurosphargis† \| \| \| \| \| \| Placodontia† \| \| \| \| |
|  |                                                                     |
|  | Sinosaurosphargis†                                                  |
|  |                                                                     |
|  | Placodontia†                                                        |
|  |                                                                     |

|  | Sinosaurosphargis† |
|  |                    |
|  | Placodontia†       |
|  |                    |

|  | Odontochelys†                                                                          |
|  |                                                                                        |
|  | \| \| Proganochelys† \| \| \| \| \| \| Testudines (solo tortugas actuales) \| \| \| \| |
|  |                                                                                        |
|  | Proganochelys†                                                                         |
|  |                                                                                        |
|  | Testudines (solo tortugas actuales)                                                    |
|  |                                                                                        |

|  | Proganochelys†                      |
|  |                                     |
|  | Testudines (solo tortugas actuales) |
|  |                                     |

|  | Odontochelys†                                                                          |
|  |                                                                                        |
|  | \| \| Proganochelys† \| \| \| \| \| \| Testudines (solo tortugas actuales) \| \| \| \| |
|  |                                                                                        |
|  | Proganochelys†                                                                         |
|  |                                                                                        |
|  | Testudines (solo tortugas actuales)                                                    |
|  |                                                                                        |

|  | Proganochelys†                      |
|  |                                     |
|  | Testudines (solo tortugas actuales) |
|  |                                     |

|  | Odontochelys†                                                                          |
|  |                                                                                        |
|  | \| \| Proganochelys† \| \| \| \| \| \| Testudines (solo tortugas actuales) \| \| \| \| |
|  |                                                                                        |
|  | Proganochelys†                                                                         |
|  |                                                                                        |
|  | Testudines (solo tortugas actuales)                                                    |
|  |                                                                                        |

|  | Proganochelys†                      |
|  |                                     |
|  | Testudines (solo tortugas actuales) |
|  |                                     |

|  | Odontochelys†                                                                          |
|  |                                                                                        |
|  | \| \| Proganochelys† \| \| \| \| \| \| Testudines (solo tortugas actuales) \| \| \| \| |
|  |                                                                                        |
|  | Proganochelys†                                                                         |
|  |                                                                                        |
|  | Testudines (solo tortugas actuales)                                                    |
|  |                                                                                        |

|  | Proganochelys†                      |
|  |                                     |
|  | Testudines (solo tortugas actuales) |
|  |                                     |

|  | Odontochelys†                                                                          |
|  |                                                                                        |
|  | \| \| Proganochelys† \| \| \| \| \| \| Testudines (solo tortugas actuales) \| \| \| \| |
|  |                                                                                        |
|  | Proganochelys†                                                                         |
|  |                                                                                        |
|  | Testudines (solo tortugas actuales)                                                    |
|  |                                                                                        |

|  | Proganochelys†                      |
|  |                                     |
|  | Testudines (solo tortugas actuales) |
|  |                                     |

|  | Odontochelys†                                                                          |
|  |                                                                                        |
|  | \| \| Proganochelys† \| \| \| \| \| \| Testudines (solo tortugas actuales) \| \| \| \| |
|  |                                                                                        |
|  | Proganochelys†                                                                         |
|  |                                                                                        |
|  | Testudines (solo tortugas actuales)                                                    |
|  |                                                                                        |

|  | Proganochelys†                      |
|  |                                     |
|  | Testudines (solo tortugas actuales) |
|  |                                     |

|  | Odontochelys†                                                                          |
|  |                                                                                        |
|  | \| \| Proganochelys† \| \| \| \| \| \| Testudines (solo tortugas actuales) \| \| \| \| |
|  |                                                                                        |
|  | Proganochelys†                                                                         |
|  |                                                                                        |
|  | Testudines (solo tortugas actuales)                                                    |
|  |                                                                                        |

|  | Proganochelys†                      |
|  |                                     |
|  | Testudines (solo tortugas actuales) |
|  |                                     |

|  | Odontochelys†                                                                          |
|  |                                                                                        |
|  | \| \| Proganochelys† \| \| \| \| \| \| Testudines (solo tortugas actuales) \| \| \| \| |
|  |                                                                                        |
|  | Proganochelys†                                                                         |
|  |                                                                                        |
|  | Testudines (solo tortugas actuales)                                                    |
|  |                                                                                        |

|  | Proganochelys†                      |
|  |                                     |
|  | Testudines (solo tortugas actuales) |
|  |                                     |

|  | Eosauropterygia†                                                    |
|  |                                                                     |
|  | \| \| Sinosaurosphargis† \| \| \| \| \| \| Placodontia† \| \| \| \| |
|  |                                                                     |
|  | Sinosaurosphargis†                                                  |
|  |                                                                     |
|  | Placodontia†                                                        |
|  |                                                                     |

|  | Sinosaurosphargis† |
|  |                    |
|  | Placodontia†       |
|  |                    |

|  | Odontochelys†                                                                          |
|  |                                                                                        |
|  | \| \| Proganochelys† \| \| \| \| \| \| Testudines (solo tortugas actuales) \| \| \| \| |
|  |                                                                                        |
|  | Proganochelys†                                                                         |
|  |                                                                                        |
|  | Testudines (solo tortugas actuales)                                                    |
|  |                                                                                        |

|  | Proganochelys†                      |
|  |                                     |
|  | Testudines (solo tortugas actuales) |
|  |                                     |

|  | Odontochelys†                                                                          |
|  |                                                                                        |
|  | \| \| Proganochelys† \| \| \| \| \| \| Testudines (solo tortugas actuales) \| \| \| \| |
|  |                                                                                        |
|  | Proganochelys†                                                                         |
|  |                                                                                        |
|  | Testudines (solo tortugas actuales)                                                    |
|  |                                                                                        |

|  | Proganochelys†                      |
|  |                                     |
|  | Testudines (solo tortugas actuales) |
|  |                                     |

|  | Odontochelys†                                                                          |
|  |                                                                                        |
|  | \| \| Proganochelys† \| \| \| \| \| \| Testudines (solo tortugas actuales) \| \| \| \| |
|  |                                                                                        |
|  | Proganochelys†                                                                         |
|  |                                                                                        |
|  | Testudines (solo tortugas actuales)                                                    |
|  |                                                                                        |

|  | Proganochelys†                      |
|  |                                     |
|  | Testudines (solo tortugas actuales) |
|  |                                     |

|  | Odontochelys†                                                                          |
|  |                                                                                        |
|  | \| \| Proganochelys† \| \| \| \| \| \| Testudines (solo tortugas actuales) \| \| \| \| |
|  |                                                                                        |
|  | Proganochelys†                                                                         |
|  |                                                                                        |
|  | Testudines (solo tortugas actuales)                                                    |
|  |                                                                                        |

|  | Proganochelys†                      |
|  |                                     |
|  | Testudines (solo tortugas actuales) |
|  |                                     |

|  | Odontochelys†                                                                          |
|  |                                                                                        |
|  | \| \| Proganochelys† \| \| \| \| \| \| Testudines (solo tortugas actuales) \| \| \| \| |
|  |                                                                                        |
|  | Proganochelys†                                                                         |
|  |                                                                                        |
|  | Testudines (solo tortugas actuales)                                                    |
|  |                                                                                        |

|  | Proganochelys†                      |
|  |                                     |
|  | Testudines (solo tortugas actuales) |
|  |                                     |

|  | Odontochelys†                                                                          |
|  |                                                                                        |
|  | \| \| Proganochelys† \| \| \| \| \| \| Testudines (solo tortugas actuales) \| \| \| \| |
|  |                                                                                        |
|  | Proganochelys†                                                                         |
|  |                                                                                        |
|  | Testudines (solo tortugas actuales)                                                    |
|  |                                                                                        |

|  | Proganochelys†                      |
|  |                                     |
|  | Testudines (solo tortugas actuales) |
|  |                                     |

|  | Odontochelys†                                                                          |
|  |                                                                                        |
|  | \| \| Proganochelys† \| \| \| \| \| \| Testudines (solo tortugas actuales) \| \| \| \| |
|  |                                                                                        |
|  | Proganochelys†                                                                         |
|  |                                                                                        |
|  | Testudines (solo tortugas actuales)                                                    |
|  |                                                                                        |

|  | Proganochelys†                      |
|  |                                     |
|  | Testudines (solo tortugas actuales) |
|  |                                     |

|  | Odontochelys†                                                                          |
|  |                                                                                        |
|  | \| \| Proganochelys† \| \| \| \| \| \| Testudines (solo tortugas actuales) \| \| \| \| |
|  |                                                                                        |
|  | Proganochelys†                                                                         |
|  |                                                                                        |
|  | Testudines (solo tortugas actuales)                                                    |
|  |                                                                                        |

|  | Proganochelys†                      |
|  |                                     |
|  | Testudines (solo tortugas actuales) |
|  |                                     |